# Gonfreville-l'Orcher
Gonfreville-l'Orcher è un comune francese di 9 085 abitanti situato nel dipartimento della Senna Marittima nella regione della Normandia.

## Società

### Evoluzione demografica
Abitanti censiti